# Primula erythrocarpa
Primula erythrocarpa är en viveväxtart som beskrevs av William Grant Craib. Primula erythrocarpa ingår i släktet vivor, och familjen viveväxter. Inga underarter finns listade i Catalogue of Life.